# Rudolph Tesiny
Rudolph Tesiny (New York, 4 febbraio 1881 – Staten Island, 29 aprile 1926) è stato un lottatore statunitense.
Partecipò alle gare di lotta dei pesi leggeri ai Giochi olimpici di Saint Louis 1904, dove vinse la medaglia d'argento.

## Palmarès
In carriera ha conseguito i seguenti risultati:
- Giochi olimpici

St. Louis 1904: una medaglia d'argento nella lotta libera categoria pesi leggeri.